# Sea World (Australien)

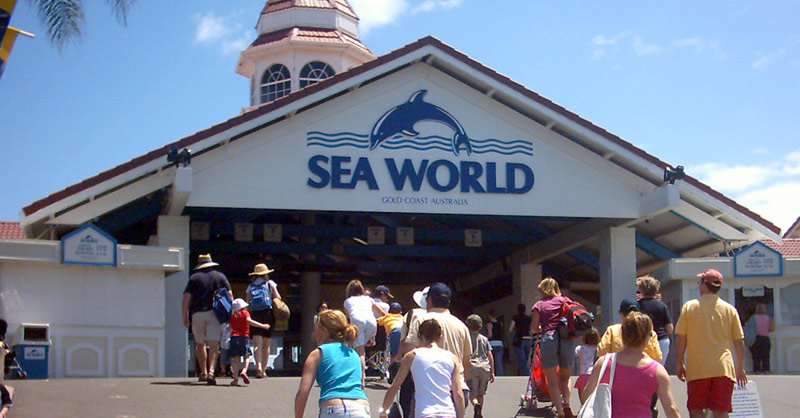
Entrén till Sea World i november 2004.

Sea World är en marin däggdjurspark, oceanarium och en nöjespark som ligger på Gold Coast i Queensland i Australien. Den erbjuder attraktioner som åkattraktioner och djurutställningar och främjar bevarande genom utbildning och räddning och rehabilitering av sjuka, skadade eller föräldralösa vilda djur. Parken är kommersiellt kopplad till Warner Bros. Movie World och Wet'n'Wild Gold Coast som en del av nöjesparkavdelningen Village Roadshow. 

## Historia
Sea World grundades ursprungligen av Keith Williams och kallades då för Surfers Paradise Ski Gardens. 1971 flyttade Surfers Paradise Ski Gardens till The Spit. Stora muddringsarbeten krävdes för att bygga den nya skidsjön. Ett år senare blev Surfers Paradise Ski Gardens känd som Sea World genom introduktionen av delfiner, marina utställningar, en kopia av Endeavour, en pool, restaurang samt en presentbutik. Parken utökade sina sevärdheter under det kommande decenniet, köpen inkluderade konkurrentens marinpark, Marineland, och överföringen av djur och utställningar till Sea World samt tillskottet av fler butiker och matställen. 
SeaWorld rankades upprepade gånger som Australiens bästa turistattraktion av Australian Tourism Awards under 1980-talet. 1984 sålde Keith Williams parken till fastighetsutvecklingsgruppen Pivot Leisure. 1988 byggdes hotellet Pivot Sea World Nara Resort med 402 rum, som en gemensam utveckling mellan SeaWorld Property Trust och Nara Hotels Japan. 1991 utvecklade och öppnade Pivot Leisure, Warner Bros. och Village Roadshow tillsammans Warner Bros Movie World, en Hollywood nöjespark, vid Oxenford på Gold Coast. Det året köpte Pivot också vattenparken Wet n' Wild som ligger bredvid platsen för Warner Bros Movie World. 1993 förvärvade Warner Bros. och Village Roadshow tillsammans Pivot Leisures andel i Warner BrosMovie World, Sea World och den tillhörande Sea World Nara Resort.